# Archives départementales du Territoire de Belfort
Les archives départementales du Territoire de Belfort sont un service du conseil départemental du Territoire de Belfort, chargé de collecter les archives, de les classer, les conserver et les mettre à la disposition du public. Contrairement aux autres services départementaux d'archives de France qui ont été créés sous la Révolution, celui du Territoire de Belfort a vu le jour bien plus tard, au XXe siècle.

## Histoire
À la suite de la défaite de la guerre franco-prussienne de 1870 et de l'annexion de l'Alsace, une partie du territoire du Haut-Rhin reste française mais dispose d'un statut particulier. En 1922, elle devient un département français et prend alors le nom de Territoire de Belfort. Les archives départementales sont officiellement créées l'année suivante.

## Directeurs
| Identité                        | Période | Période | Durée |
| Identité                        | Début   | Fin     | Durée |
| ------------------------------- | ------- | ------- | ----- |
| Xavier Laurent (d) (né en 1977) | 2006    | 2009    | 3 ans |
| Joseph Schmauch (d)             | 2012    | 2018    | 6 ans |
| Aude Seillan (d),               | 2020    |         |       |

## Pour approfondir